# Syllabub

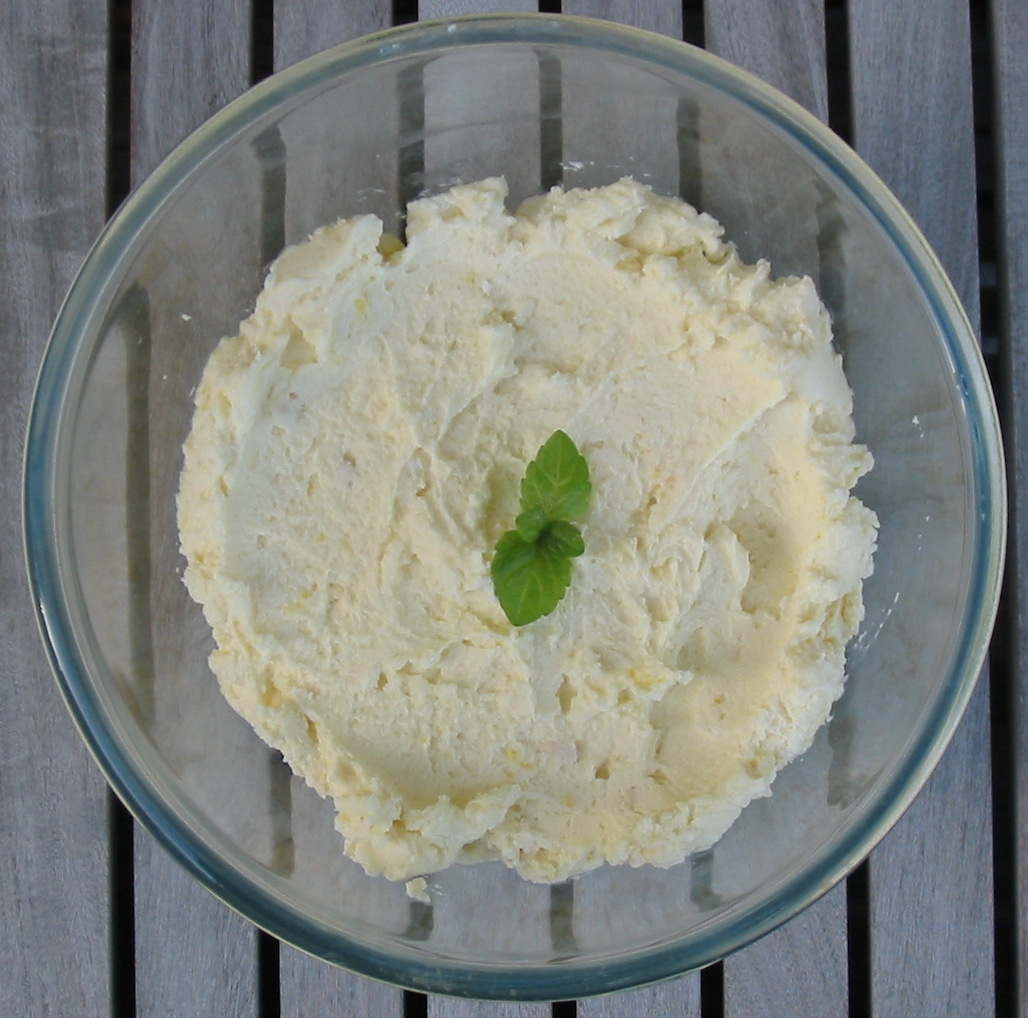
Deser syllabub

Syllabub (także sillabub, sillibub) – tradycyjny angielski deser, popularny głównie od XVI do XIX wieku. Przygotowywany z pełnego mleka lub śmietany, doprawiony cukrem i lekko ukwaszony winem. Isabella Beeton (1861) podaje dwa przepisy.  Jeden z przepisów zaleca, by zmieszać składniki w dużej misce, a następnie „umieścić miskę pod krową i dopełnić mlekiem”.

## Historia
Tradycja przygotowywania tego deseru sięga czasów dynastii Tudorów. W swych początkach był to napój z cydru i świeżego mleka lanego z krowich wymion wprost do kufla. Odmianą był Everlasting Syllabub. Tu gotowy napój odstawiano na kilka dni i pozwalano ściąć się śmietance.